# Hank
Hank  è un nome proprio di persona inglese maschile.

## Origine e diffusione
Si è originato come ipocoristico di Hankin, a sua volta un diminutivo medievale di John, forma inglese di Giovanni.
A partire dal XVII secolo, negli USA, viene usato come diminutivo di Henry, la forma inglese di Enrico, avendo forse subito l'influenza del diminutivo olandese Henk.

## Onomastico
Data la sua origine, l'onomastico di chi si chiama Hank può essere festeggiato in concomitanza di quelli che si chiamano Giovanni o Enrico.

## Persone

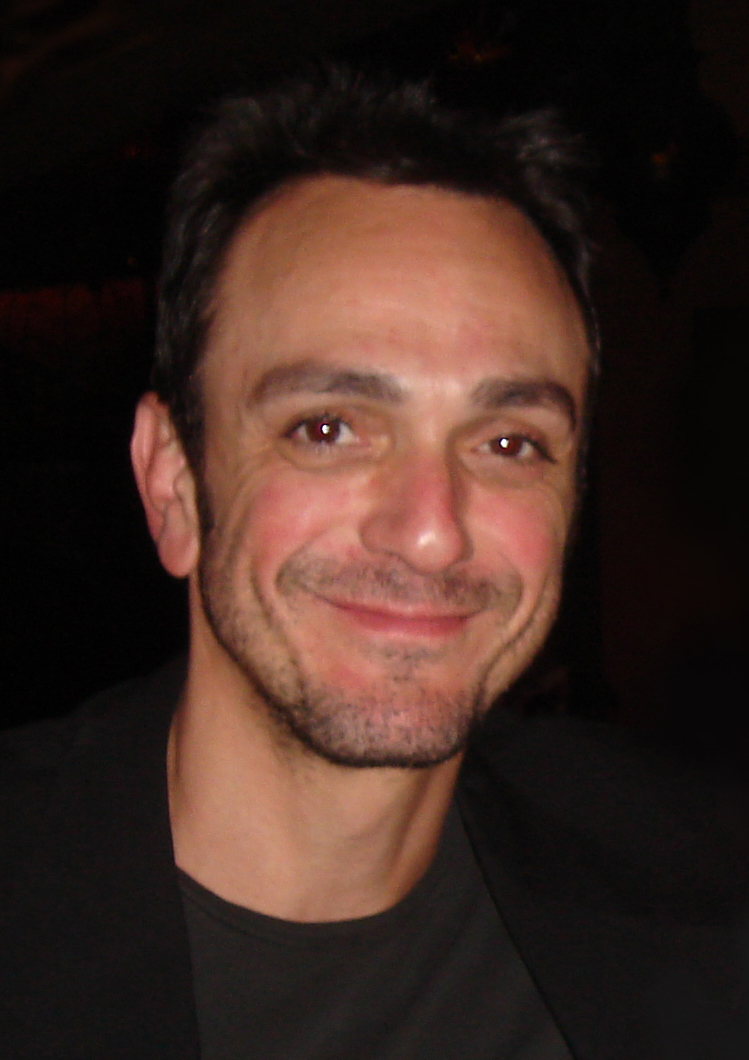
Hank Azaria

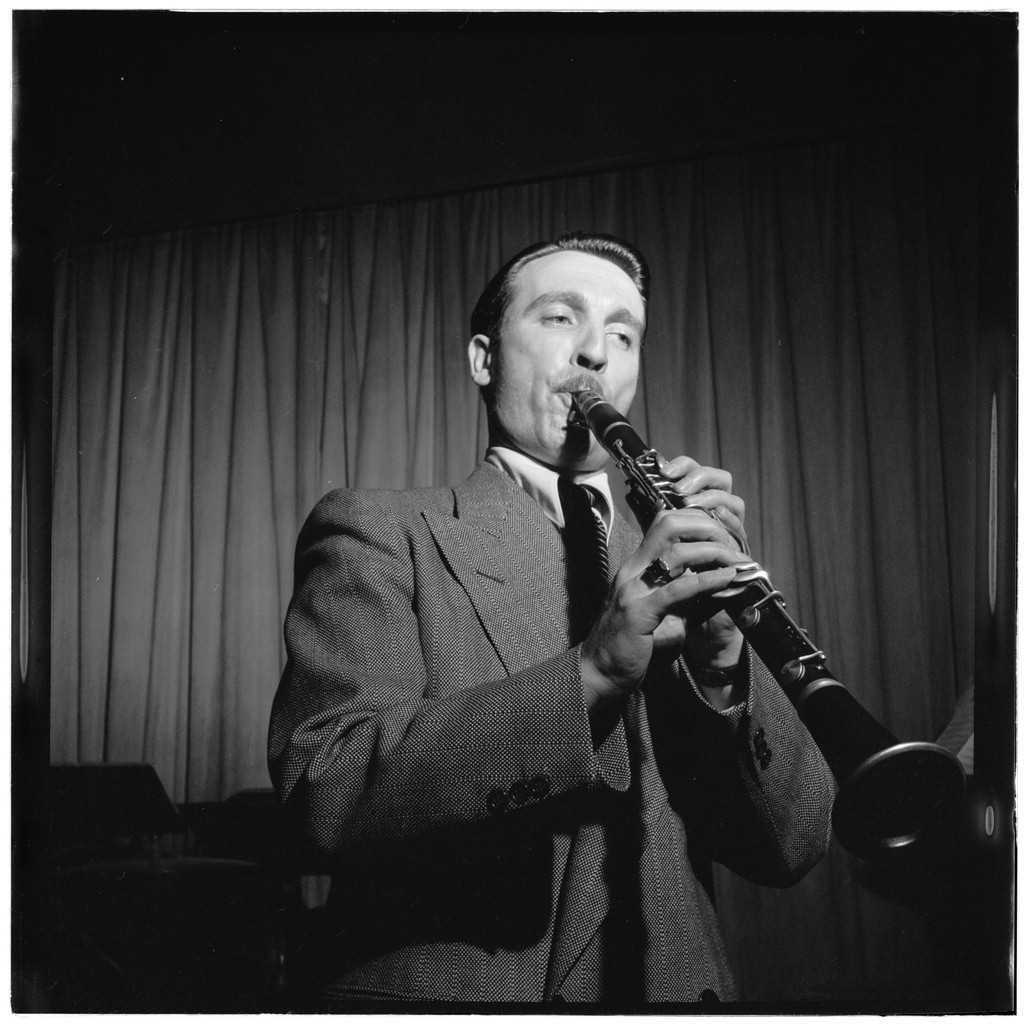
Hank D'Amico

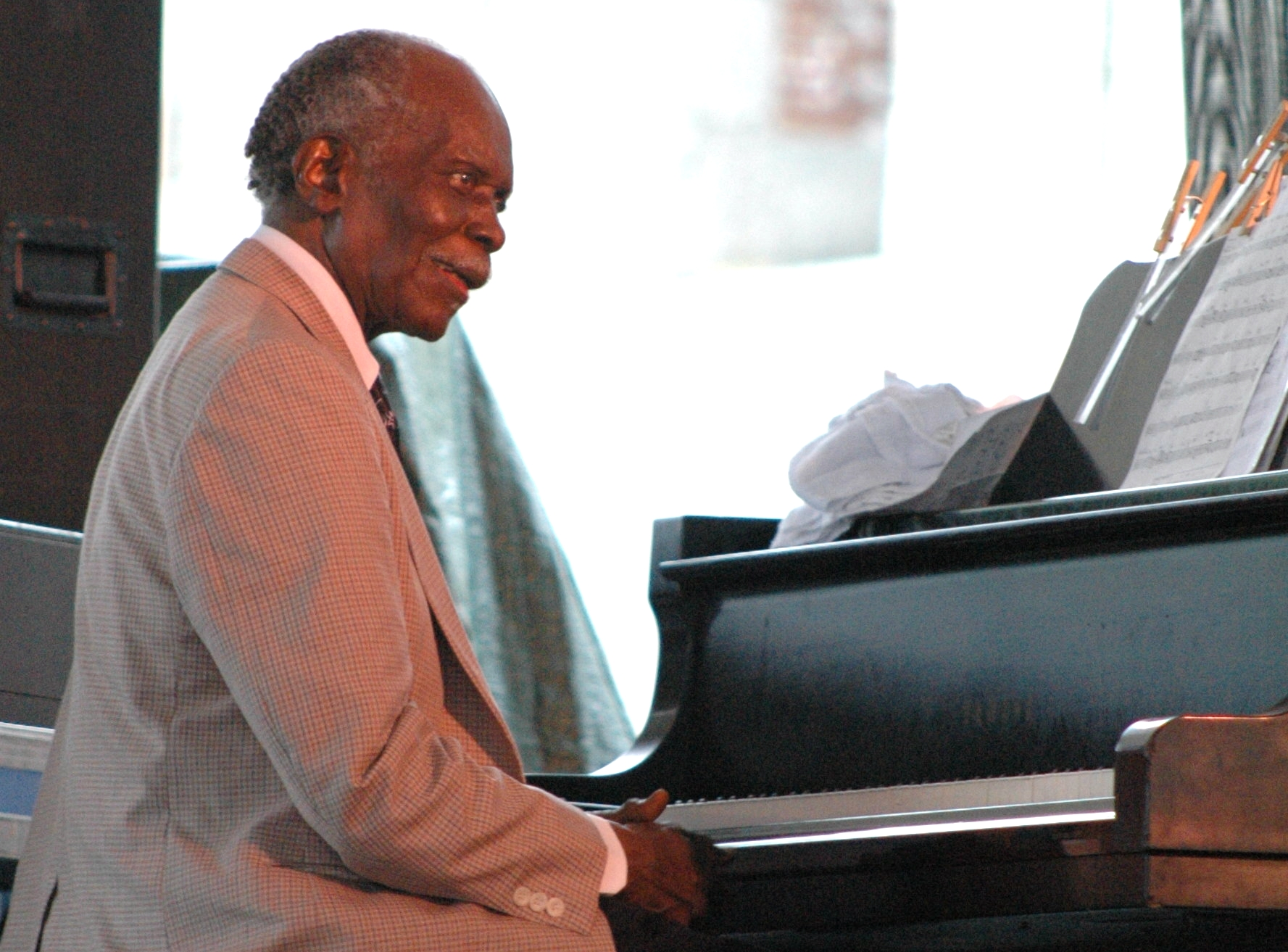
Hank Jones

- Hank Aaron, giocatore di baseball statunitense
- Hank Azaria, attore e doppiatore statunitense
- Hank Ballard, cantautore statunitense
- Hank Beenders, cestista olandese naturalizzato statunitense
- Hank Biasatti, cestista e giocatore di baseball canadese
- Hank Brown, politico statunitense
- Hank Corwin, montatore statunitense
- Hank Crawford, sassofonista, arrangiatore e compositore statunitense
- Hank D'Amico, clarinettista e sassofonista statunitense
- Hank DeZonie, cestista statunitense
- Hank Finkel, cestista statunitense
- Hank Johnson, politico e avvocato statunitense
- Hank Jones, pianista e compositore statunitense
- Hank Lefkowitz, cestista statunitense
- Hank Luisetti, cestista e allenatore di pallacanestro statunitense
- Hank Marvin, chitarrista britannico
- Hank McDowell, cestista statunitense
- Hank Medress, cantante e produttore discografico statunitense
- Hank Mobley, sassofonista e compositore statunitense
- Hank Nichols, arbitro di pallacanestro statunitense
- Hank Pfister, tennista statunitense
- Hank Rosenstein, cestista statunitense
- Hank Soar, giocatore di football americano, allenatore di pallacanestro e arbitro di baseball statunitense
- Hank Whitney, cestista statunitense
- Hank Williams, cantautore statunitense
- Hank Williams, cestista statunitense
- Hank Williams III, cantautore, bassista e chitarrista statunitense

## Il nome nelle arti
- Hank Quinlan è il personaggio principale del film del 1958 L'infernale Quinlan, diretto da Orson Welles.
- Hank Landry è un personaggio della serie Stargate.
- Hank Moody è un personaggio della serie televisiva Californication.
- Hank Schrader è un personaggio della serie televisiva Breaking Bad.
- Hank Summers è un personaggio della serie televisiva Buffy l'ammazzavampiri.
- Hank Hill è un personaggio della serie televisiva  King of the Hill.
- Hank Voight è un personaggio della serie televisiva Chicago P.D..
- Hank McCoy è un personaggio della Marvel, più noto come Bestia.